# Mauser Kar 98k
El Mauser Kar 98k o Karabiner 98 Kurz (con frecuencia abreviado Kar 98k, K98 o K98k) es un fusil de cerrojo que emplea el cartucho 7,92x57 mm, fue adoptado como fusil estándar de infantería en 1935 por la Wehrmacht. Fue uno de los desarrollos finales de la línea de armas militares Mauser. Aunque complementado con fusiles semiautomáticos(Gewehr 43, Gewehr 41)y automáticos(Strumgewehr 44) durante la Segunda Guerra Mundial, continuó siendo el principal fusil alemán estándar hasta el final de la guerra en 1945. Millones de estos fusiles fueron capturados por la Unión Soviética al final de la guerra y ampliamente distribuidos como ayuda militar a países aliados de la misma en guerras posteriores. Unos ejemplos serían:
-Guerra de corea
-Guerra de Vietnam
-Guerra de Irak

## Historia
El Mauser Kar 98k fue un derivado de fusiles anteriores, principalmente el Standardmodell y el Karabiner 98b, que a su vez habían sido desarrollados a partir del Mauser 98. Ya que el Mauser Kar 98k era más corto que el anterior Karabiner 98b (el 98b se basó en la carabina en su designación, siendo una versión del Mauser 98 con mecanismos de puntería actualizados), se le dio la designación Karabiner 98 Kurz, que significa «Carabina 98 Corta». Al igual que su predecesor, el fusil era apreciado por su fiabilidad, gran precisión y alcance efectivo de 500 m con alza y punto de mira, y 1 000 m con una mira telescópica de 8x aumentos.

## Detalles de diseño

### Características

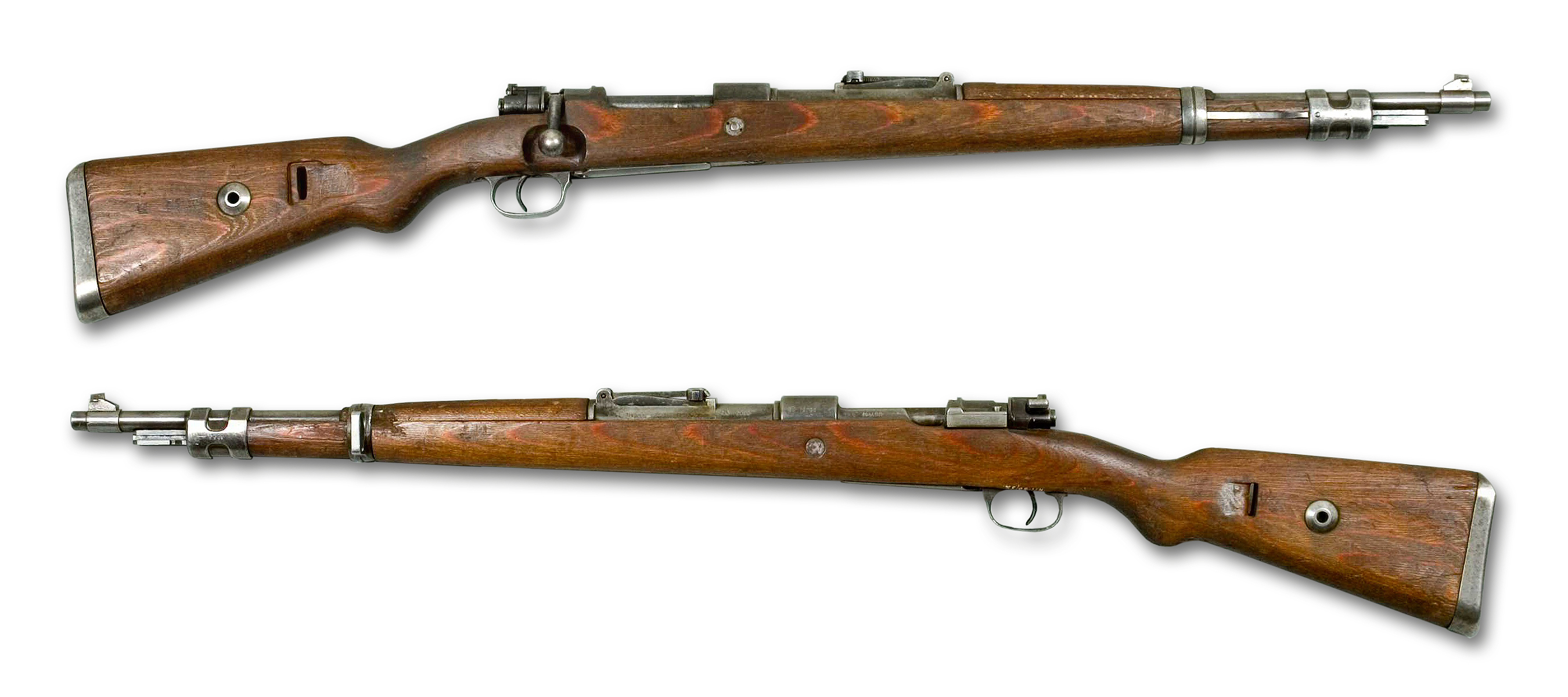
Un Mauser Kar 98k de la colección del Museo del Ejército Sueco..

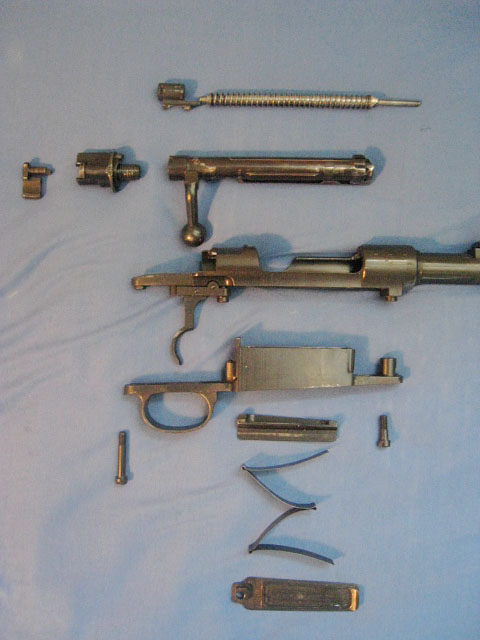
Cerrojo, cajón de mecanismos y depósito desensamblados de un Mauser Kar 98k.

El Mauser Kar 98k es un fusil de cerrojo con alimentación controlada, basado en el Mauser 98. El depósito interno fijo puede ser cargado con 5 cartuchos 7,92 x 57 Mauser mediante un peine o individualmente. El cerrojo con manija recta del Mauser 98 fue reemplazado por uno con manija doblada hacia abajo en el Mauser Kar 98k. Este cambio hizo que fuese más simple accionar el cerrojo con rapidez, redujo la preeminencia de la manija sobre el cajón de mecanismos y permitió el montaje directo de miras telescópicas encima de este. Cada fusil era suministrado con un segmento de baqueta, que iba insertado bajo el riel de la bayoneta. Uniendo los segmentos de 3 fusiles, se creaba una baqueta.
Las pieza metálicas del fusil están pavonadas, un proceso en el cual el acero es parcialmente protegido contra la corrosión por una capa de magnetita (Fe3O4). Una capa de óxido negro tan delgada ofrece una protección mínima contra la corrosión, a menos que sea tratada con un aceite que desplace al agua para reducir la humedad y la corrosión galvánica. Desde 1944 en adelante, se introdujo el fosfatado/parkerizado como un tratamiento más efectivo para las piezas metálicas.

### Mecanismos de puntería
Originalmente los mecanismos de puntería del Mauser Kar 98k eran un punto de mira descubierto tipo poste y un alza tangencial con una abertura en "V". Desde 1939 en adelante, el punto de mira fue cubierto como protección y reducción del destello bajo condiciones desfavorables de luz. Estos mecanismos de puntería estándar estaban compuestos por elementos relativamente toscos, siendo aptos para manipularse con brusquedad, apuntar a blancos esparcidos distantes y emplearse en condiciones de baja luminosidad, pero menos idóneos para apuntar con precisión a blancos distantes pequeños. El alza tangencial estaba graduada para los cartuchos 7,92 x 57 Mauser de 1935, desde 100 m a 2 000 m en incrementos de 100 m. Estos cartuchos montaban balas Spitzer sS (schweres Spitzgeschoß – "bala puntiaguda pesada") de 12,8 g (197 granos).

### Culata
Los primeros Mauser Kar 98k usaban culatas de madera de nogal de una sola pieza. Desde 1938 en adelante, los fusiles tenían culatas de madera laminada como resultado de pruebas que tuvieron lugar durante la década de 1930. Los laminados de contrachapado son más fuertes y resisten mejor al combeo que los modelos convencionales de una sola pieza, no precisan largos tiempos de secado y son más baratos. Debido a su densa estructura compuesta, las culatas laminadas eran ligeramente más pesadas que las de una pieza. Además del empleo de laminados de nogal y haya, también se utilizó el olmo en pequeñas cantidades. Las bases de las empuñaduras tipo semipistola de las culatas del Mauser Kar 98k no eran uniformes. Las culatas se consolidaban con una cantonera plana de acero hasta 1940, que comenzaron a reemplazarse por una cantonera envolvente.[cita requerida]

### Accesorios
Cuando era suministrado, el Mauser Kar 98k venía acompañado de diversos accesorios, que incluían una correa portafusil, una cubierta protectora para la boca del cañón y el conjunto de limpieza Reinigungsgerät 34 ("Kit de Limpieza 34") o RG34 para mantenimiento de campo. Introducido en 1934, el Reinigungsgerät 34 consistía en un contenedor plano de chapa metálica de 85 x135 mm con dos cubiertas unidas por bisagras, el cual era transportado por el soldado y contenía una aceitera, una herramienta plegable para retirar el fondo del depósito y limpiar el cajón de mecanismos del fusil, una cadena de aluminio para pasarla por el ánima del cañón, un cepillo de limpieza y otro de aceitado, así como pequeñas tiras de tela empleadas como tacos de limpieza.
El Mauser Kar 98k fue diseñado para emplearse con una bayoneta S84/98 III. La S84/98 III tenía una longitud total de 385mm (largo de la hoja de 252 mm de largo y guardia de 133mm), con su funda metálica acompañada de un tahalí de cuero.

#### Bocacha lanzagranadas

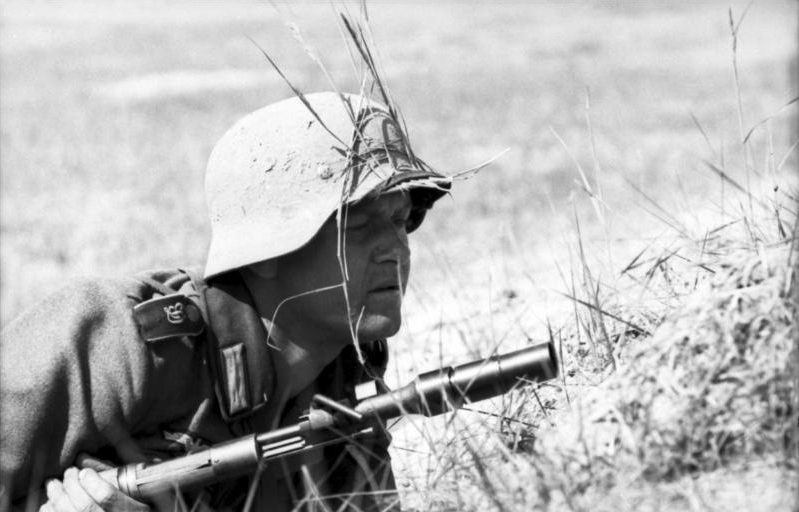
Soldado de la División Großdeutschland, con un Mauser Kar 98k equipado con la bocacha lanzagranadas Schießbecher.

En 1942 fue introducida una bocacha lanzagranadas acoplable llamada Gewehrgranatengerät o Schiessbecher ("taza de disparo"), que había sido desarrollada sobre la base de las bocachas lanzagranadas diseñadas durante la Primera Guerra Mundial. La bocacha lanzagranadas Schiessbecher de 30 mm podía montarse en cualquier Mauser Kar 98k e iba a reemplazar a todos los modelos anteriores de bocachas lanzagranadas. Podía ser empleada contra infantería, fortificaciones y vehículos ligeramente blindados hasta una distancia de 280 m. Se desarrollaron varias granadas especializadas para cada una de estas tareas, junto a sus respectivos cartuchos propulsores especiales, para las 1 450 113 Schiessbecher producidas. El cartucho propulsor disparaba una bala de madera contra la granada de fusil, que era automáticamente armada al impacto. La Schiessbecher podía montarse en el Karabiner 98a, el G98/40, el StG 44 y el FG 42.

#### Silenciador
El HUB-23, un silenciador desmontable que se parecía a la Schießbecher e iba montado en la boca del cañón, fue fabricado para el Mauser Kar 98k. Luego de varias propuestas de silenciadores por parte de la industria de armas de fuego y la SS-Waffenakademie (Academia de Armas del SS), se produjo el HUB-23 en base al diseño propuesto por el Unteroffizier Schätzle. El HUB-23 pesa 500 g y tiene una longitud de 180 mm. El alcance máximo de un Mauser Kar 98k equipado con el HUB-23 y empleando el cartucho subsónico especial Nahpatrone ("cartucho de cercanía") con carga propulsora reducida, con una velocidad de boca de 220 m/s, era de 300 m. Al emplear el HUB-23 con munición subsónica, se reducía el sonido del disparo en un 75 %. El silenciador HUB-23 y la munición subsónica especial eran principalmente empleados por fuerzas especiales, tales como la División Brandeburgo y francotiradores.

## Variantes

### Kriegsmodell
Desde finales de 1944, la producción del Mauser Kar 98k empezó la transición a la variante Kriegsmodell ("modelo de guerra"). Esta versión fue simplificada para aumentar la tasa de producción, retirando el riel de bayoneta, la baqueta, el disco metálico de la culata (que servía como herramienta para desarmar el cerrojo) y otras características consideradas innecesarias. Se conoce la existencia de al menos dos variantes transicionales, que solamente incorporaron algunas características del Kriegsmodell, mientras que algunas fábricas nunca empezaron a producir el Kriegsmodell.[cita requerida]

### Fusil de francotirador

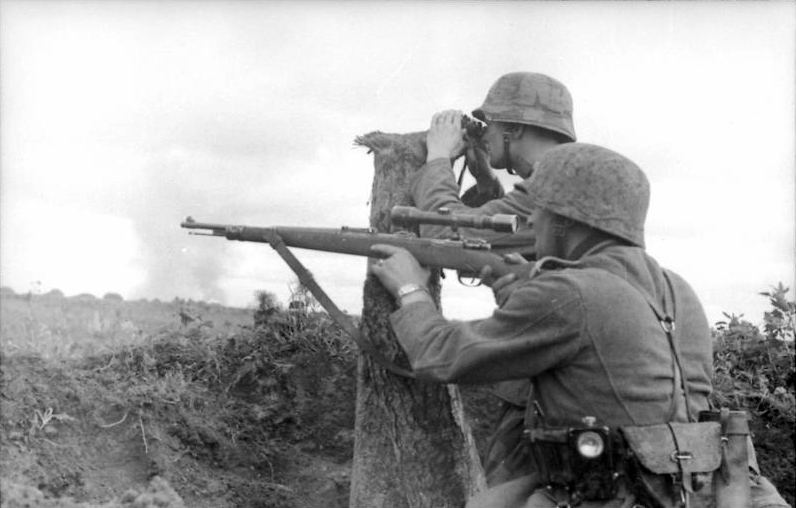
Francotirador alemán apuntando con su Kar 98k, equipado con una mira telescópica Zeiss ZF42 de 4x aumentos.

Los fusiles de francotirador Mauser Kar 98k eran seleccionados durante pruebas de fábrica por ser excepcionalmente precisos, siendo equipados con mira telescópica. Tenían un alcance efectivo de 1 000 m al ser empleados por un francotirador experimentado. La mira telescópica Zeiss Zielvier 4x (ZF39) tenía compensación de la caída de la bala para distancias de 100 m hasta 1 000 m  en incrementos de 100 m. Al Mauser Kar 98k de francotirador también se le montaban miras telescópicas ZF42, Zeiss Zielsechs 6x y de diversos fabricantes, tales como la Ajack de 4x y 6x aumentos, la Hensoldt Dialytan 4x y la Kahles Heliavier 4x, con similares características. Para montarlas, se utilizaban varios soportes distintos producidos por diversos fabricantes. El Mauser Kar 98k no fue diseñado para montarle miras telescópicas. Para montarle una mira telescópica a un Mauser Kar 98k, un armero experimentado tenía que efectuar operaciones de mecanizado. Una mira telescópica montada a baja altura sobre el eje central del cajón de mecanismos no dejaría espacio suficiente entre el fusil y su cuerpo para accionar libremente la manija del cerrojo o la palanca del seguro de tres posiciones. Este problema ergonómico fue resuelto montando la mira telescópica en una posición relativamente alta sobre el cajón de mecanismos, a veces modificando o reemplazando la palanca del seguro, o empleando un montaje lateral para posicionar el eje de la mira telescópica al lado izquierdo respecto al eje central del cajón de mecanismos. Una usual modificación mínima fue el reemplazo de la cantonera por una cantonera "de francotirador" cuadriculada antideslizante. Alemania produjo aproximadamente 132 000 de estos fusiles de francotirador.

### Variantes de paracaidista
Se produjeron versiones experimentales del Mauser Kar 98k destinadas a los Fallschirmjäger, que podían transportarse de forma acortada. El Mauser Kar 98k estándar era demasiado largo para portarse al saltar en paracaídas. Sin embargo, los paracaidistas alemanes participaron en pocas operaciones después de la Batalla de Creta de 1941, por lo que había poca necesidad de estos fusiles. Se sabe que la fábrica Mauser de Oberndorf produjo ejemplares con culatas plegables (Klappschaft) y cañones desmontables (Abnehmbarer Lauf).

### G40k
El G40k, con una longitud de 1 000 mm, un cañón de 490 mm de largo y un peso de 3,2 kg, fue una versión experimental acortada del Mauser Kar 98k. El alza tangencial del G40k fue graduada para el cartucho 7,92 x 57 Mauser de 1935, desde 100 m hasta 1000 m en incrementos de 100 m. En 1941 se produjo un lote de 82 fusiles G40k en la fábrica de la Mauser de Oberndorf.

## Códigos del cajón de mecanismos
Los cajones de mecanismos del Mauser Kar 98k eran estampados con un código de fábrica que indicaba la fecha y lugar de fabricación. Originalmente, estos códigos tenían como prefijo una "S/" y como sufijo una "K" en 1934 o una "G" en 1935. El código numérico indicaba la ubicación. Después de 1935, los dos o cuatro dígitos del año de fabricación eran estampados sobre la recámara en lugar de la letra sufija. Los códigos numéricos eran:
- 27 para la Erma Werke de Erfurt
- 42 para la Mauser de Oberndorf am Neckar
- 147 para la Sauer & Sohn de Suhl
- 237 para la Berlin-Lübecker Maschinenfabrik de Lübeck
- 243 para la Mauser de Borsigwalde
- 337 para la Gustloff Werke de Weimar
- 660 para la Steyr-Daimler-Puch de Steyr
- 945 para la Waffenwerke Brünn de Brno

A partir de 1937, el prefijo "S/" fue descartado y se emplearon letras para los códigos de ubicación, aunque algunos fabricantes coservaron los códigos numéricos luego de aquella fecha. Los códigos de letras eran:
- ar para la Mauser de Borsigwalde
- ax para la Erma Werke
- bcd para la Gustloff Werke
- bnz para la Steyr-Daimler-Puch
- BSW para la Berlin-Suhler Waffen und Fahrzeugwerke
- byf para la  Mauser in Oberndorf
- ce para la Sauer & Sohn
- dot para la Waffenwerke Brünn de Brno
- dou para la Waffenwerke Brünn de Bystrica
- duv para la Berlin-Lübecker Maschinenfabrik
- svw45 para la producción de 1945 de la Mauser de Oberndorf
- swp45 para la producción de 1945 de la Waffenwerke Brünn de Brno

La producción combinada por múltiples fabricantes es indicada mediante dos códigos separados por una barra.

## Doctrina militar alemana
El Mauser 98 tenía las mismas desventajas de cualquier otro fusil militar diseñado hacia el año 1900, siendo comparativamente voluminoso y pesado, al haber sido creado durante un período donde la doctrina militar se centraba en tiradores altamente entrenados que se enfrentaban a distancias relativamente grandes. La cadencia de disparo estaba limitada a la velocidad con la que se accionaba el cerrojo. Su depósito solamente tenía la mitad de la capacidad de los fusiles británicos de la serie Lee-Enfield, pero al ser interno, hacía que fuese más confortable de transportar por su punto de equilibrio. Durante la Primera Guerra Mundial se produjo un cargador de trinchera experimental para las variantes del Mauser 98, que podía acoplarse al retirar la base del depósito y aumentaba su capacidad a 20 cartuchos, aunque todavía debía cargarse con peines de 5 cartuchos. Mientras que los estadounidenses ya habían estandarizado en 1936 un fusil semiautomático (el M1 Garand), los alemanes conservaron estos fusiles de cerrojo debido a su doctrina táctica de basar la potencia de fuego de una escuadra en la ametralladora ligera, por lo que el fusilero principalmente transportaba munición y ofrecía fuego de cobertura al tirador de ametralladora. Durante la guerra hicieron experimentos con fusiles semiautomáticos (el Gewehr 43 entró en servicio limitado) e introdujeron el primer fusil de asalto en 1943 — la serie MP-43/MP-44/StG-44. Sin embargo, el Mauser Kar 98k continuó siendo el principal fusil hasta los últimos días de guerra y fue fabricado hasta la rendición alemana en mayo de 1945.
Sin embargo, en combate a corta distancia, se preferían los subfusiles, especialmente para combate urbano, donde el alcance del fusil y su baja cadencia de disparo no eran muy útiles, aunque la potente munición del fusil era más capaz de penetrar paredes y otros tipos de cobertura en áreas urbanas. Hacia el final de la guerra, se había planeado reemplazar al Mauser Kar 98k por el StG 44, que empleaba el cartucho intermedio 7,92 x 33 Kurz, el cual era más potente que los cartuchos de pistola empleados por los subfusiles, pero podía emplearse como un subfusil en lucha a corta distancia y combate urbano. La producción del StG 44 nunca fue suficiente para cubrir la demanda, al ser un arma producida a finales de la guerra.

## Historial de combate

### Exportación en el período de entreguerras

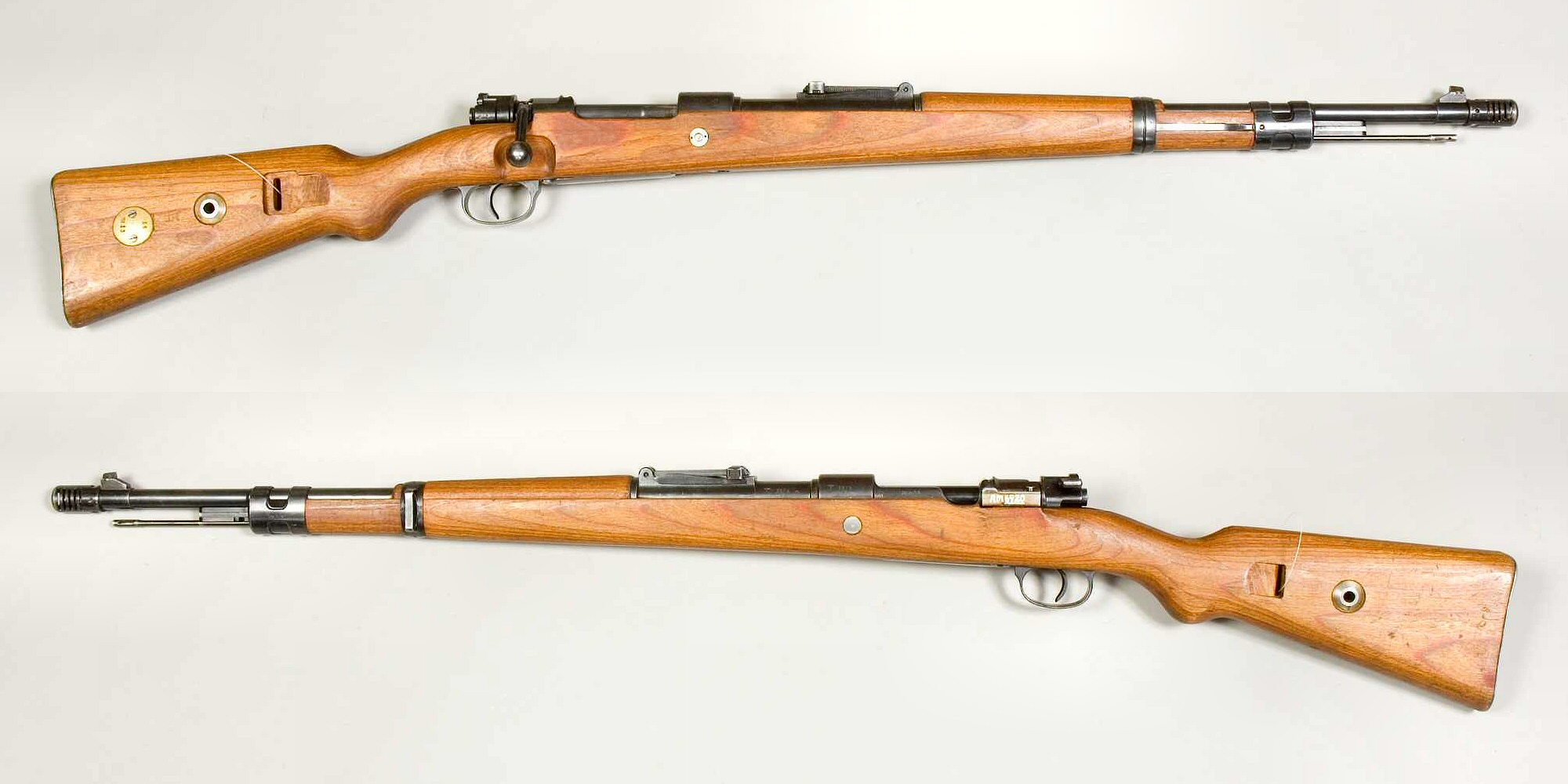
Un Gewehr m/1940 sueco que emplea el cartucho 8 x 63 m/32m, con freno de boca. De las colecciones del Museo del Ejército Sueco, Estocolmo, Suecia.

Aunque la mayoría de fusiles Mauser Kar 98k fueron destinados a las Fuerzas Armadas alemanas, el arma fue vendida al extranjero en los años previos a la Segunda Guerra Mundial. En Portugal, una gran cantidad de estos fusiles fabricados por la Mauser Werke fueron adoptados como Espingarda 7,92 mm m/937 Mauser. Otras exportaciones del Mauser Kar 98k durante el período de entreguerras fueron a China (una cantidad desconocida de fusiles entre 1935-1938) y 20 000 fusiles a Japón en 1937. Las exportaciones del Mauser Kar 98k se redujeron mientras la guerra estaba a punto de iniciarse, ya que se necesitaba toda la producción disponible para equipar a las Fuerzas Armadas alemanas.

### Segunda Guerra Mundial

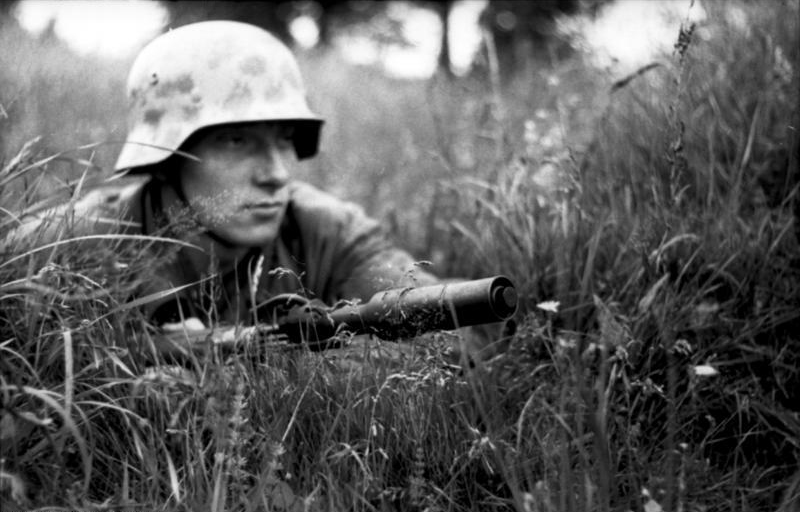
Soldado alemán camuflado en el norte de Francia, 1944. Su Mauser Kar 98k está equipado con una bocacha lanzagranadas Gewehrgranatgerät.

El Mauser Kar 98k fue ampliamente utilizado por todas las ramas de las Fuerzas Armadas alemanas durante la Segunda Guerra Mundial. Estuvo presente en todos los frentes de las fuerzas alemanas, incluyendo la Europa ocupada, el norte de África, la Unión Soviética, Finlandia y Noruega. Aunque comparable con las armas desplegadas por los Aliados al inicio de la guerra, la desventaja de su cadencia de disparo se hizo cada vez más evidente mientras que los ejércitos de Estados Unidos y la Unión Soviética empezaban a desplegar más fusiles semiautomáticos entre sus soldados. Aun así, continuó siendo el principal fusil de la Wehrmacht hasta el final de la guerra. Las fuerzas de resistencia en la Europa ocupada empleaban con frecuencia fusiles Mauser Kar 98k capturados. La Unión Soviética también utilizó estos fusiles y otras armas alemanas capturadas, ya que el Ejército Rojo padeció una crítica escasez de armas ligeras durante los primeros años de la Segunda Guerra Mundial. Muchos soldados alemanes llamaban coloquialmente a este fusil como "Kars".
Suecia encargó 5000 fusiles Mauser Kar 98k, que fueron ofrecidos de la producción regular en 1939 para ser empleados como fusiles antitanque ligeros con la designación gevär m/39 (Fusil m/39), pero pronto quedó en evidencia que la penetración del cartucho antiblindaje 7,92 x 57 Mauser era inadecuada y el gevär m/39 fue recalibrado para el cartucho 8 x 63 m/32, que era un cartucho de 8 mm más potente y específicamente diseñado para disparos a larga distancia con ametralladora. Por tanto, se recalibraron los Mauser Kar 98k para el cartucho 8 x 63 m/32 y sus depósitos internos fijos fueron adaptados para almacenar el cartucho de mayores dimensiones, reduciendo su capacidad a 4 cartuchos y siendo aceptado en servicio como el pansarvärnsgevär m/40. Se le instaló un freno de boca para reducir el excesivo retroceso y el arma resultante fue designada en servicio sueco como gevär m/40. Sin embargo, demostraron ser insatisfactorios, siendo retirados de servicio y vendidos como material sobrante poco tiempo después de la Segunda Guerra Mundial.

### Empleo en la posguerra

#### Fusiles capturados por la Unión Soviética

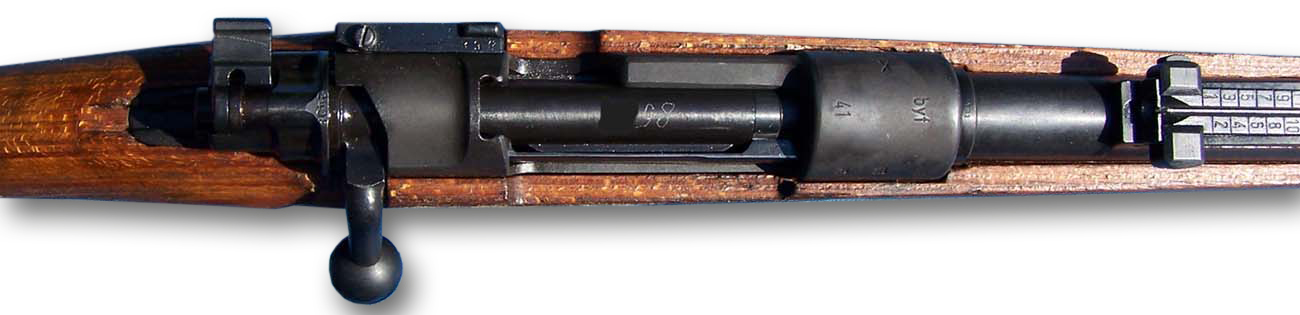
Acercamiento del cerrojo de un Mauser Kar 98k. Obsérvese el número escrito con lápiz eléctrico sobre el cerrojo y la X en el lado izquierdo del cajón de mecanismos. Los dos son indicios de un arma capturada por los rusos.

Durante la Segunda Guerra Mundial, la Unión Soviética capturó millones de fusiles Mauser Kar 98k y los reacondicionó en diversas fábricas de armas a finales de la década 1940 e inicios de la década de 1950. Estos fusiles originalmente fueron almacenados en caso de futuros conflictos con el Bloque capitalista. Estos fusiles, llamados por los coleccionistas "Mauser CR" (capturado por los rusos),[cita requerida] pueden ser identificados por una tosca "X" estampada en lado izquierdo del cajón de mecanismos, el grueso repavonado mate, piezas de otros fusiles y números de serie grabados con lápiz eléctrico sobre las piezas más pequeñas. Los arsenales soviéticos no se tomaron el esfuerzo de clasificar las piezas originales de los fusiles por su número de serie al reensamblarlos y algunas piezas (la baqueta, la capucha del punto de mira y los tornillos de fijación) fueron consideradas innecesarias, siendo fundidas como chatarra.
La mayoría de estos fusiles (junto al Mosin-Nagant) eventualmente fueron suministrados a países y movimientos revolucionarios comunistas o al menos marxistas alrededor del mundo, desde Europa Central hasta el Sudeste Asiático, durante el período inicial de la Guerra Fría. Un suministro constante de armas militares sobrantes en forma gratuita era una forma en la cual Moscú podía apoyar estos países y movimientos, al mismo tiempo que podía negar su participación y dotarlos de armas sin tener que ofrecerles las armas soviéticas más modernas (más tarde fueron equipados con la SKS y el AK-47).
Un ejemplo de la Unión Soviética ofreciendo el Mauser Kar 98k (así como otras armas ligeras capturadas a los alemanes durante y después de la Segunda Guerra Mundial) a sus aliados comunistas durante la Guerra Fría tuvo lugar durante la Guerra de Vietnam, donde esta le ofrecía asistencia militar a las Fuerzas Armadas regulares de Vietnam del Norte y al Viet Cong en Vietnam del Sur.
Los soldados estadounidenses, sudvietnamitas, sudcoreanos, australianos y neozelandeses encontraron en manos de las guerrillas del Viet Cong y el Ejército Popular de Vietnam una considerable cantidad de fusiles Mauser Kar 98k capturados por los rusos (así como otra cantidad de fusiles del mismo modelo abandonados por los franceses tras la Primera Guerra de Indochina) junto a fusiles y carabinas soviéticos como el Mosin-Nagant, la SKS y el AK-47.

#### Uso después de la ocupación alemana
En los años que siguieron a la Segunda Guerra Mundial, varios países europeos de ambos lados del Telón de Acero que habían sido invadidos y ocupados por la Alemania nazi emplearon el Mauser Kar 98k como su fusil estándar, debido a la gran cantidad de armas alemanas que habían sido abandonadas al final de la Segunda Guerra Mundial.
Países como Francia y Noruega emplearon el Mauser Kar 98k y otras armas alemanas en los años posteriores a la Segunda Guerra Mundial. Francia produjo una versión ligeramente modificada del Mauser Kar 98k en la Zona de ocupación francesa de Alemania al poco tiempo de terminada la guerra. Los nuevos Mauser Kar 98k equiparon a algunas unidades francesas, incluso a la Legión Extranjera Francesa que los utilizó en Indochina por tiempo limitado. Estos fusiles también fueron empleados por la guardia fronteriza de Alemania Occidental.

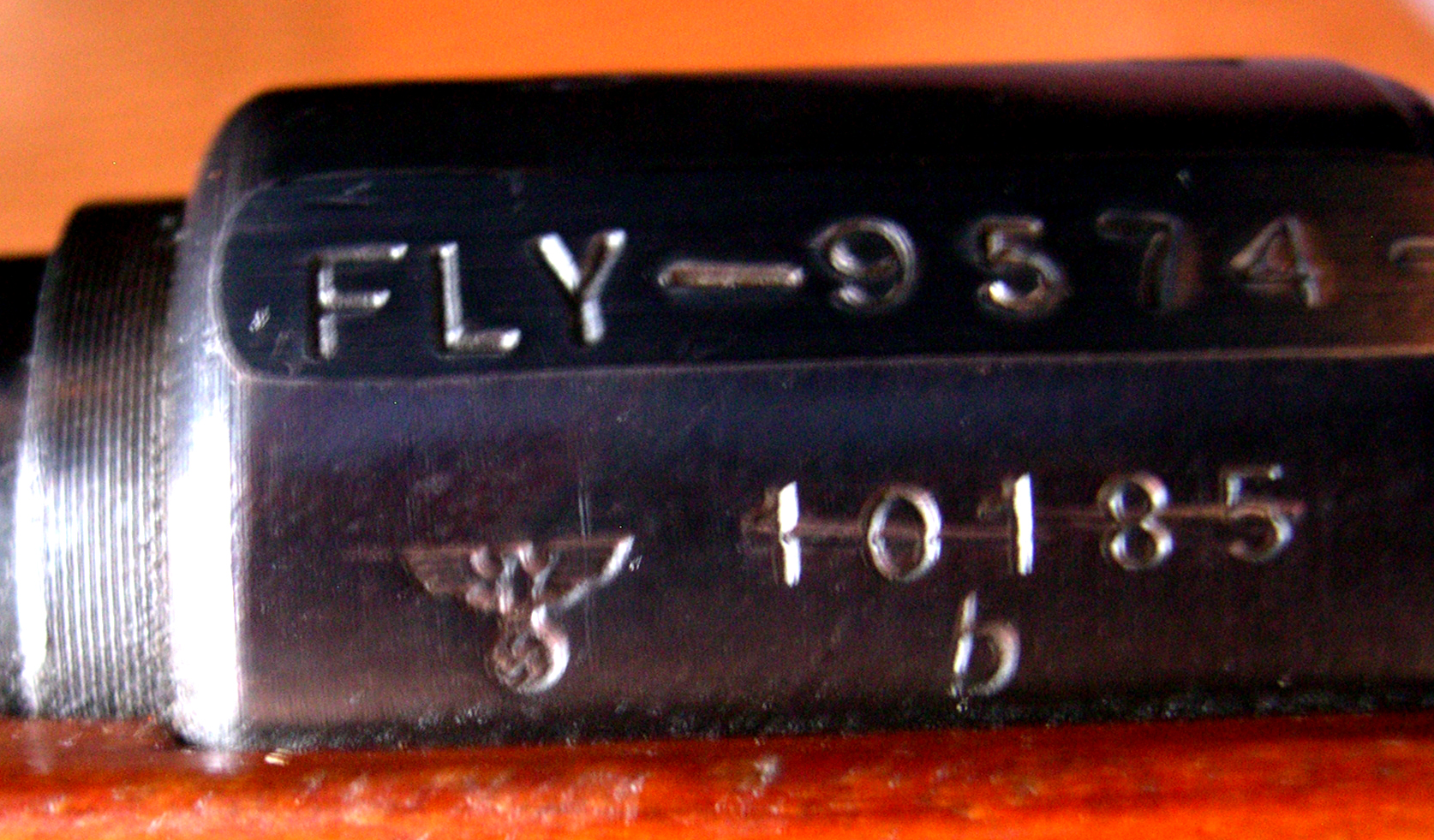
El escudo de la Alemania nazi todavía es visible en muchos de los fusiles que fueron empleados por las Fuerzas Armadas noruegas. El prefijo "FLY" al lado del número de serie indica que este fusil fue suministrado a la Fuerza Aérea (Flyvåpenet).

Los Mauser Kar 98k capturados por Noruega pronto fueron sobrepasados por el M1 Garand como fusil estándar, pero continuaron en servicio como armamento de la Guardia Nacional Noruega hasta la década de 1970, cuando fueron recalibrados para el cartucho .30-06 Springfield, teniendo un pequeño entalle en el cajón de mecanismos para que el cartucho estadounidense ligeramente más largo pudiese ser cargado mediante peines. Estas conversiones noruegas tienen una sección aplanada en la parte superior izquierda del cajón de mecanismos, donde se les estampó un nuevo número de serie (con un prefijo que indica la rama de servicio). Algunos de estos fusiles recalibrados fueron nuevamente recalibrados para el cartucho 7,62 x 51 OTAN, pero solamente se recalibraron unos  cuantos miles porque el programa fue cancelado cuando Noruega adoptó el AG-3 como un reemplazo tanto para el M1 Garand como para el Mauser Kar 98k. A partir de algunos Mauser Kar 98k abandonados por las Fuerzas Armadas alemanas en 1945, la Kongsberg Våpenfabrikk (hoy Kongsberg Small Arms) produjo fusiles militares y civiles bajo las designaciones  Kongsberg Våpenfabrikk Skarpskyttergevær M59 - Mauser M59 y Kongsberg Våpenfabrikk Skarpskyttergevær M67 - Mauser M67. Estos fusiles fueron empleados por las Fuerzas Armadas noruegas hasta la década de 2000.
En Alemania Occidental, el Mauser Kar 98k era suministrado a la Bundesgrenzschutz (Guardia Fronteriza Federal), que originalmente fue organizada como una formación paramilitar y armada como Infantería ligera en la década de 1950.
Los Mauser Kar 98k fueron almpliamiente distribuidos a través del Bloque del Este, algunos siendo reacondicionados dos o tres veces por diferentes fábricas. Eran empleados por fuerzas militares y paramilitares (tales como los Grupos de Combate de la Clase Obrera germano-orientales), siendo reemplazados por armas soviéticas en la década de 1960.

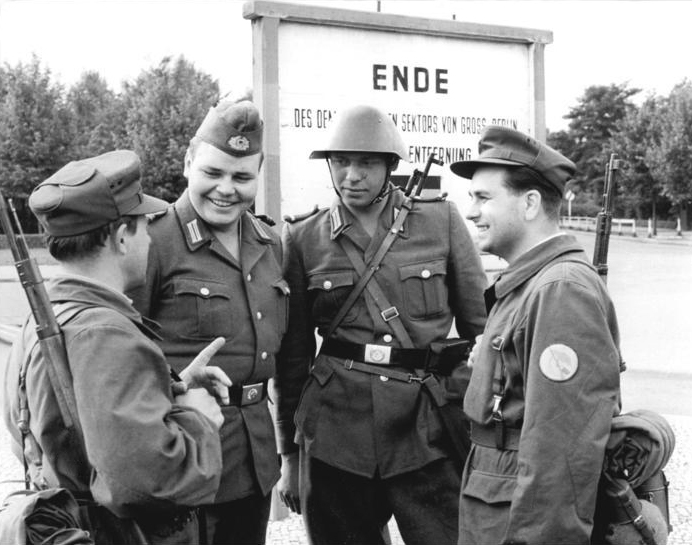
Miembros de los Grupos de Combate de la Clase Obrera y las Tropas de Frontera de la RDA en la frontera del sector de Berlín en 1961. Los miembros del Grupo de Combate están equipados con fusiles Mauser Kar 98k.

Los Mauser Kar 98k germano-orientales reacondicionados tienen un grueso pavonado, un marcaje "sol" y a veces la designación de Fábrica 1001 estampada, que era la fábrica donde fueron reacondicionados. Los números eran reestampados para que coincidan con el cajón de mecanismos y los viejos números eran tachados con una línea. Muchos fusiles Mauser Kar 98k reacondicionados germano-orientales y checos fueron exportados a occidente a fines de la década de 1980 e inicios de la década de 1990, encontrándose ahora en manos de coleccionistas.[cita requerida] Los Mauser Kar 98k capturados por los rusos fueron exportados en grandes cantidades a occidente a inicios y mediados de la década de 2000.[cita requerida]

#### Reacondicionamiento yugoslavo de posguerra
Debido a la falta de armas después de la Segunda Guerra Mundial, la fábrica de armas yugoslava Zastava Arms reacondicionó fusiles Mauser Kar 98k que habían sido abandonados o capturados durante la guerra. Estos fusiles son fácilmente identificables porque los marcajes alemanes originales han sido raídos del cajón de mecanismos, siendo reemplazados por el escudo yugoslavo comunista y el marcaje "Prеduzeće 44" sobre la recámara. Además, si el reacondicionamiento tuvo lugar después de 1950, se le agregó el marcaje "/48" al ya existente "Mod. 98" en el lado izquierdo del cajón de mecanismos, pasando a ser un "Mod. 98/48". Los fusiles reacondicionados Prеduzeće 44 todavía eran empleados en las Guerras yugoslavas de la década de 1990.[cita requerida]

## Derivados de posguerra
Muchos de los países europeos liberados continuaron la producción de fusiles parecidos al Mauser Kar 98k, como por ejemplo la FN Herstal (FN) en Bélgica y la Česká zbrojovka (CZ) en Checoslovaquia, produciendo tanto sus viejos modelos propios y nuevos fusiles Mauser Kar 98k, muchos de los cuales eran ensamblados a partir de piezas alemanas abandonadas o utilizando maquinaria capturada.
Al igual que el empleo de armas alemanas en la posguerra, la producción de derivados era una solución intermedia hasta que se pudiesen desarrollar y producir modernos fusiles automáticos en cantidades suficientes. La gran mayoría de fusiles basados en el Mauser Kar 98k fueron rápidamente almacenados como armas de reserva, o vendidos a precios muy bajos a diversos países o movimientos rebeldes del Tercer Mundo.
Tanto la FN como la CZ producían un diseño modificado del Kriegsmodell, sin baqueta ni disco metálico en la culata, pero con riel para bayoneta. En Checoslovaquia era conocido como P-18 o puška vz.98N, siendo el primero la designación del fabricante para su modelo y la segunda su designación oficial del Ejército - fusil modelo 98; siendo N la abreviación de německá, alemán. En Rumania, el fusil checoslovaco ZB vz. 24 era conocido informalmente como ZB, por la Zbrojovka Brno —la fábrica estatal checa de armas ligeras y municiones— y fue empleado para armar a los Guardias Patriotas.

### M48 yugoslavo
Desde 1950 hasta 1965, la fábrica yugoslava Zastava Arms produjo una copia del Mauser Kar 98k importado de la Fabrique Nationale en el período de entreguerras, llamado Modelo 1948, que se distinguía del fusil alemán por tener el cerrojo acortado de los fusiles yugoslavos M1924 (no debe confundirse con el muy difundido ZB vz. 24 checo, que tiene un cerrojo de longitud estándar), un cañón con perfil más grueso (Yugoslavia tenía yacimientos de hierro con bajo contenido de cromo, por lo que no podía producir acero tan resistente como el de Krupp —o acero sueco empleado en otras variantes—, así que agregó más metal)[cita requerida] y un alza rodeada por un guardamanos de madera (el guardamanos del fusil alemán empezaba delante del alza, al contrario de los fusiles exportados a América del Sur que tenían el mismo modelo de alza y guardamanos que el M48).

### M43 español

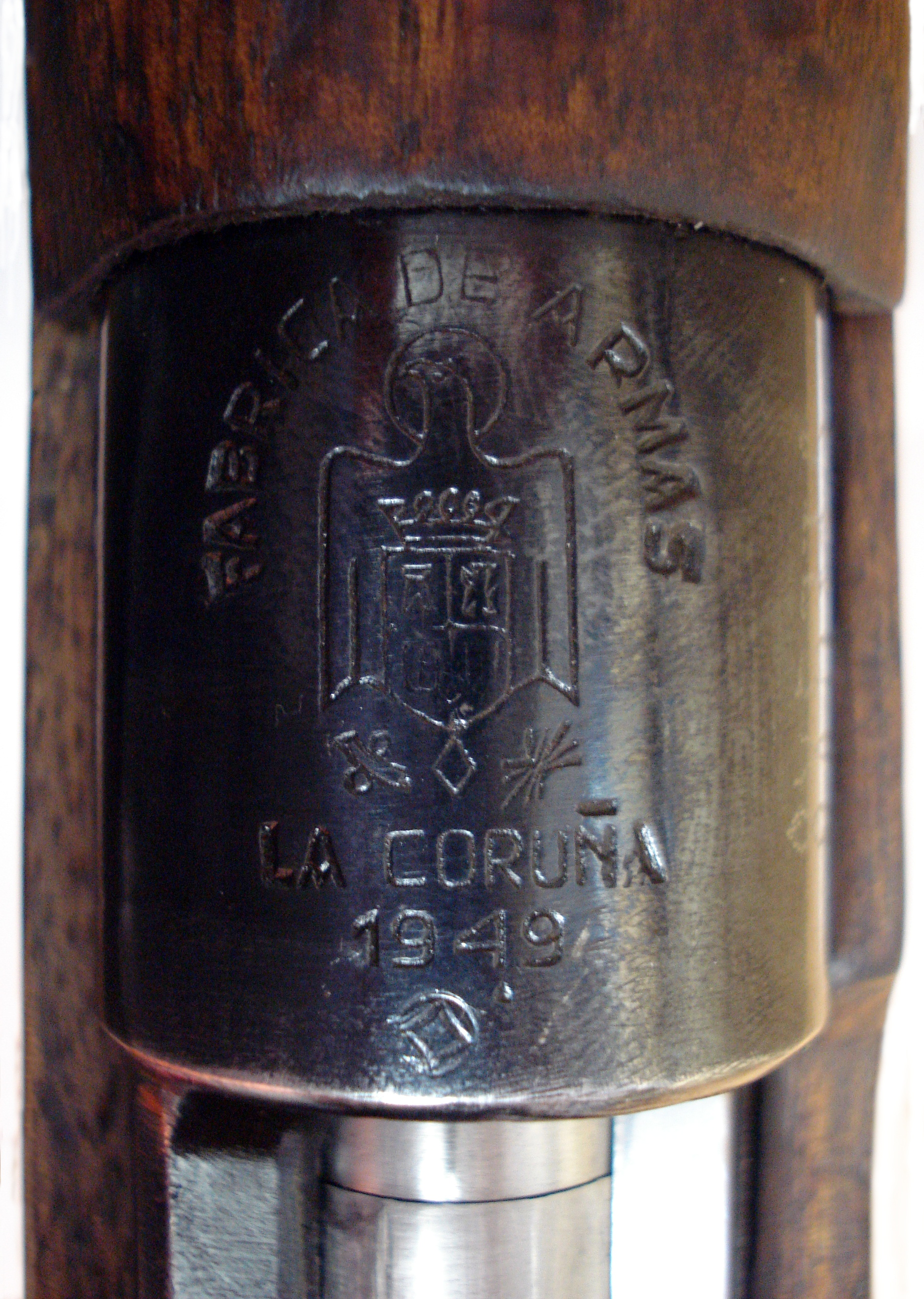
Detalle del marcaje de la recámara de un M43 de la Fábrica de Armas de La Coruña.

El M43, producido en La Coruña hasta 1957,[cita requerida] fue una variante del Mauser Kar 98k con la manija del cerrojo recta, el punto de mira cubierto y un entalle en el guardamanos, siendo muy parecido al anterior Reichspostgewehr. Empleaba el cartucho 7,92 x 57 Mauser. Cuando España inició la transición al fusil automático CETME, muchos M43 fueron transformados en FR-8 para entrenamiento militar y servicio en la Guardia Civil.

### Mauser israelí

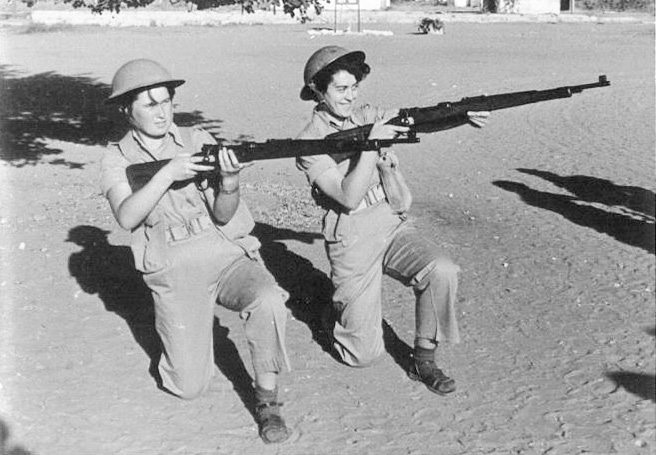
Mujeres soldado israelíes entrenando con el Mauser Kar 98k en 1954.

Diversos países y algunos movimientos guerrilleros emplearon el Mauser Kar 98k para fundar nuevos estados. Un ejemplo fue Israel, que empleó este fusil desde finales de la década de 1940 hasta la década de 1970.
El empleo del Mauser Kar 98k para fundar el estado de Israel con frecuencia despierta mucho interés entre personas y coleccionistas de fusiles hoy en día. Muchas organizaciones judías en el Mandato Británico de Palestina los compraron en Europa al poco tiempo de terminada la Segunda Guerra Mundial para proteger los asentamientos judíos de ataques por parte de los árabes, así como para llevar a cabo operaciones de guerrilla contra las unidades del Ejército británico estacionadas en Palestina.
La Haganah, que más tarde evolucionó en las actuales Fuerzas de Defensa de Israel, fue uno de los grupos armados judíos en Palestina que compró grandes cantidades de fusiles Mauser Kar 98k y otras armas sobrantes (como el Lee-Enfield británico, que fue empleado a gran escala por estos grupos y el Mosin-Nagant) en Europa durante el período de posguerra. A muchos de los Mauser Kar 98k sobrantes empleados por los israelíes, aunque no a todos, se les sobrestampó encima de sus marcajes Waffenamt y emblemas nazis los marcajes de las FDI y códigos de arsenal en hebreo.
Mientras se aproximaba la Guerra árabe-israelí de 1948, la Haganah y otras fuerzas judías en Palestina trataban de obtener la mayor cantidad de armas posibles a pesar del embargo impuesto por las autoridades coloniales británicas. Una de las compras más importantes fue un contrato secreto del 14 de enero de 1948 con el gobierno checoslovaco en valor de $12.280.000, que incluía 4.500 fusiles P-18 y 50.400.000 cartuchos. Posteriormente, las recién fundadas Fuerzas de Defensa de Israel ordenaron más fusiles Mauser Kar 98k, esta vez producidas por la Fabrique Nationale. Estos fusiles tienen marcajes israelíes y belgas, así como el emblema de las FDI sobre la recámara. Los Mauser Kar 98k de la FN con marcajes y el emblema de las FDI fueron producidos y vendidos a Israel luego de su fundación como estado independiente en 1948. En algún momento, Israel transformó todos sus fusiles basados en el Mauser 98 de su inventario (principalmente fusiles checoslovacos ZB vz. 24, pero también pequeñas cantidades de fusiles destinados a Etiopía y México llegaron a manos de Israel) a la configuración del estandarizado Mauser Kar 98k. Los marcajes originales del cajón de mecanismos de estas conversiones no fueron alterados, facilitándoles a los coleccionistas identificar sus orígenes. El Mauser Kar 98k israelí utilizaba el mismo modelo de bayoneta que cuando estaba en servicio alemán, pero con un aro para el cañón añadido. Las bayonetas israelíes eran una mezcla de modelos alemanes modificados y de producción local.
A finales de la década de 1950, las FDI recalibraron sus Mauser Kar 98k de 7,92 mm a 7,62 mm luego de la adopción del FN FAL como su principal fusil en 1958. Los Mauser Kar 98k que fueron recalibrados tienen un "7,62" estampado en el cajón de mecanismos. Los fusiles recalibrados que conservan sus culatas alemanas originales tienen un "7,62" pirograbado cerca de la cantonera para identificarlos y distinguirlos de aquellos de 7,92 mm que todavía están en servicio o almacenados como reserva. Algunos fusiles fueron reequipados con nuevas culatas de haya sin numerar, mientras que otros conservaron sus culatas originales. Todos estos fusiles recalibrados fueron probados antes de entrar en servicio.
El Mauser Kar 98k fue empleado por las unidades de reserva de las FDI hasta bien entradas las décadas de 1960 y 1970, combatiendo en manos de diversas unidades de apoyo y enlace durante la Guerra de los Seis Días y la Guerra de Yom Kippur. Después que el fusil fue retirado de servicio en la reserva, los Mauser Kar 98k israelíes fueron donados a varios países del Tercer Mundo como ayuda militar por Israel durante las décadas de 1970 y 1980, además de ser vendidos como material militar sobrante en el mercado civil, exportándose muchos Mauser israelíes a Australia (el Mauser israelí es actualmente la variante más predominante en el mercado australiano de armas sobrantes) y los Estados Unidos durante el mismo período. Los Mauser israelíes donados a los ejércitos del Tercer Mundo empezaron a importarse a los Estados Unidos como material militar sobrante, por lo general estando en peores condiciones que aquellos vendidos directamtente de los arsenales israelíes.

## Empleo en la actualidad

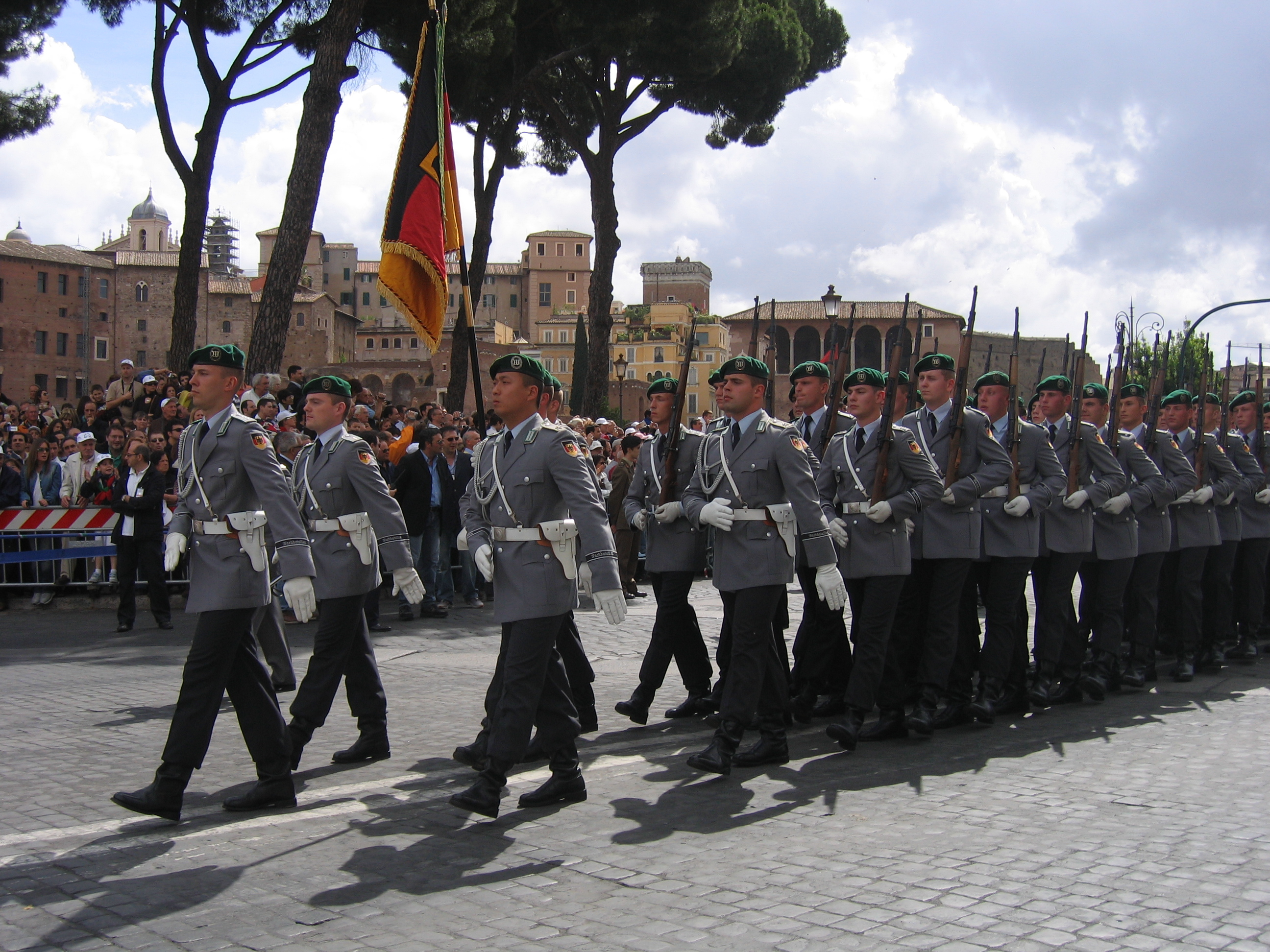
Soldados del Wachbataillon marchando con fusiles Mauser Kar 98k en 2007.

El Bundeswehr todavía emplea el Mauser Kar 98k en el Wachbataillon para desfiles militares y recepciones. En 1995 se eliminaron las restantes esvásticas y otros marcajes nazis de estos fusiles, después de una crítica sobre la presencia de tales símbolos en los equipos del Wachtbataillon por parte del Partido Socialdemócrata de Alemania.
Durante la década de 1990, los fusiles Mauser Kar 98k yugoslavos y los Zastava M48 y M48A fueron empleados junto a modernos fusiles de asalto y fusiles semiautomáticos por todas las facciones enfrentadas en las Guerras yugoslavas. Hay una serie de fotografías tomada durante la guerra en Bosnia, que muestra a combatientes y francotiradores empleando fusiles Mauser de fabricación yugoslava desde altos edificios de apartamentos en Sarajevo.
El Ejército Noruego actualmente (2008) emplea los fusiles de francotirador Våpensmia NM149 y NM149-F1, que están basados en el Mauser Kar 98k. Además de los fusiles capturados por Noruega en 1945 al final de la Segunda Guerra Mundial, la empresa Våpensmia A/S utilizó piezas contemporáneas de diversos fabricantes para producir el NM149 y el NM149-F1.[cita requerida]
El Mauser Kar 98k aún es empleado por la Guardia di Rocca de San Marino.[cita requerida]
Desde 2003, el Mauser Kar 98k (junto al Mosin-Nagant, el Lee-Enfield y el Zastava M48) ha sido encontrado en Irak por las fuerzas estadounidenses y aliadas en manos de los insurgentes iraquíes, que lo emplean junto a otros fusiles de cerrojo y modernas armas como el AK-47 y la SKS. El mayor alcance del cartucho 7,92 x 57 Mauser todavía hace que sea un económico y viable fusil de francotirador para los insurgentes.[cita requerida]
Muchos países del Tercer Mundo todavía tienen fusiles Mauser Kar 98k en sus arsenales, siendo muy probable que aparezcan en conflictos regionales por muchos años.[cita requerida]
Carabineros de Chile, que es la policia uniformada de este pais sudamericano, aún  utiliza esta arma en desfiles, Guardia de Palacio y algunos puestos de.control fronterizos, se le denomina Carabina Mauser y aparece en el escudo distintivo de esta policía.

## Empleo civil

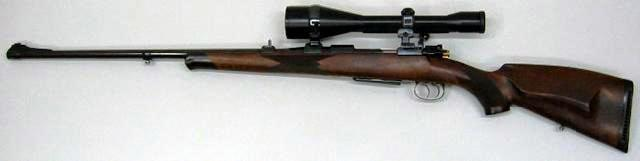
Fusil de cacería basado en un Mauser Kar 98k.

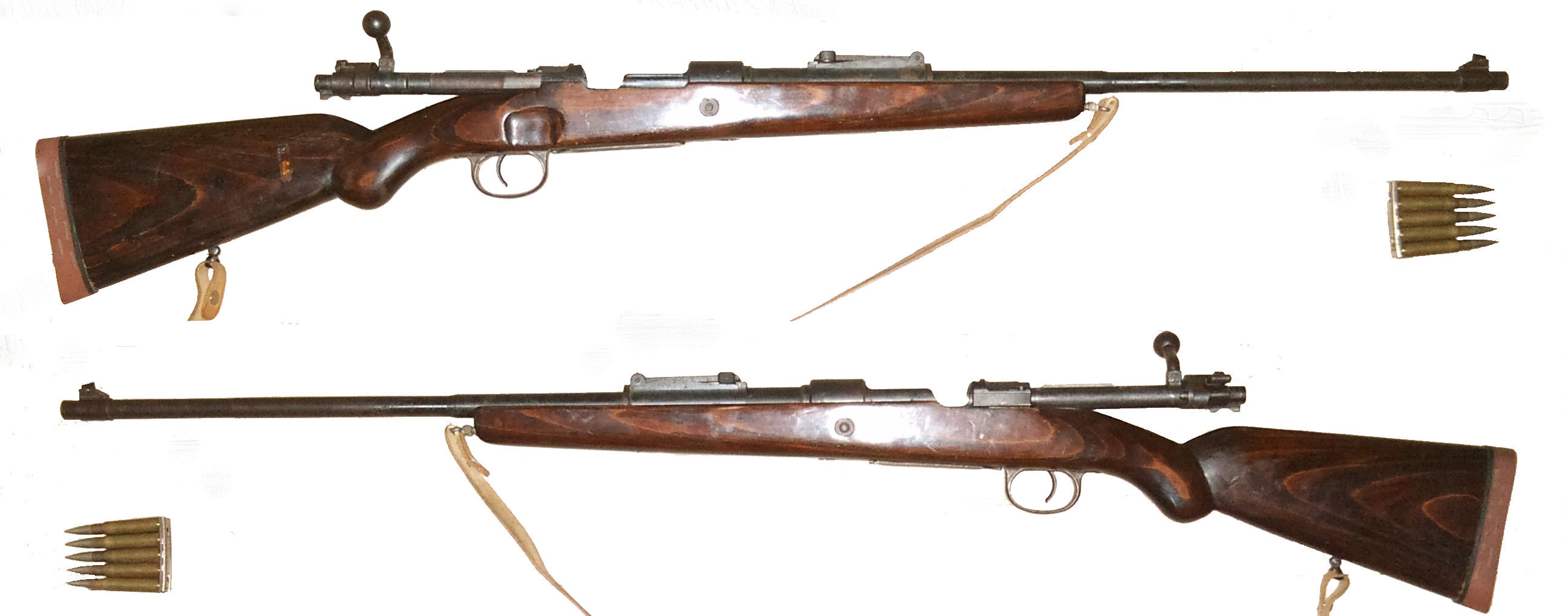
Un Mauser Kar 98k modificado como fusil de cacería, probablemente hecho poco tiempo después de la Segunda Guerra Mundial.

Los Mauser Kar 98k que fueron utilizados en la Segunda Guerra Mundial por Alemania son muy buscados como piezas de colección. Este fusil continúa siendo popular entre muchos tiradores deportivos y coleccionistas de fusiles, tanto por su trasfondo histórico como por la disponibilidad de cartuchos 7,92 x 57 Mauser de fabricación reciente o sobrantes. Hacia 2010, los Mauser Kar 98k capturados por los soviéticos y reacondicionados durante finales de la década de 1940 e inicios de la década de 1950, empezaron a aparecer en grandes cantidades en el mercado de fusiles militares sobrantes. Estos fusiles han sido populares entre los compradores de Estados Unidos y Canadá, abarcando desde coleccionistas de fusiles militares hasta tiradores deportivos y sobrevivencialistas, debido a su singular historia tras ser capturados por los soviéticos.[cita requerida]
La amplia disponibilidad de fusiles Mauser Kar 98k sobrantes y el hecho que estos pueden ser modificados con relativa facilidad para cacería y tiro deportivo, hacen que el Mauser 98k sea popular entre tiradores civiles. Cuando a los cazadores alemanes se les permitió nuevamente poseer y cazar con fusiles después de la Segunda Guerra Mundial, por lo general se "equipaban" con los entonces abundantes y baratos fusiles que habían sido empleados en la guerra. Los usuarios civiles frecuentemente les hacían extensas modificaciones estos fusiles militares, por lo general montándoles miras telescópicas, culatas de cacería, gatillos especiales y otros accesorios, así como recalibrándolos. Los armeros recalibraban o recameraban fusiles Mauser Kar 98k para cartuchos de cacería europeos y estadounidenses tales como el 6,5 x 55, el 7 x 57 Mauser, el 7 x 64, el  .270 Winchester, el .308 Winchester, el .30-06 Springfield, el 8 x 60 S, el 8 x 64 S y otros. Los cartuchos Magnum de cacería 6,5 x 68, 8 x 68 S y 9,3 x 64 Brenneke fueron especialmente desarrollados por armeros alemanes para fusiles que empleaban el cerrojo estándar del Mauser 98.[cita requerida]
Los cerrojos y cajones de mecanismos de fusiles Mauser Kar 98k sobrantes fueron empleados en Dinamarca por la Schultz & Larsen para fabricar fusiles de tiro al blanco. A estas piezas se les eliminaron los marcajes alemanes, fueron fosfatadas en gris y se les estamparon nuevos números de serie y marcajes de prueba. Los fusiles de tiro al blanco Schultz & Larsen M52 y M58 tenían culatas acortadas y reacondicionadas del Mauser Kar 98k. Las versiones posteriores fueron equipadas con nuevas culatas deportivas y estaban disponibles para los cartuchos.30-06 Springfield, 6,5 x 55 y 7,62 x 51. Algunos de estos fusiles todavía siguen empleándose en competencias hoy en día, pero con nuevos cañones. Además de conversiones de fusiles Mauser Kar 98k, diversos fabricantes tales como FN Herstal, Zastava, Santa Bárbara y otros, produjeron versiones deportivas que estuvieron disponibles en una gran variedad de calibres, aunque la mayoría son de grueso calibre para caza mayor.[cita requerida]

### Descendientes civiles modernos
Los fusiles tipo Mauser son considerados como el mejor diseño de fusiles de cerrojo, y la gran mayoría de armas modernas de este tipo, tanto civiles como militares, todavía están basadas en este hasta hoy. La seguridad ofrecida por su cerrojo con tres tetones y la añadida fiabilidad de su alimentación controlada (preferida especialmente por los aficionados a la caza mayor) son características que no se encuentran en otros diseños.[cita requerida]
A través de la historia del diseño, se produjeron para el mercado civil versiones de tamaño estándar y agrandadas del sistema del Mauser M 98.
La John Rigby & Co. encargó a Mauser el desarrollo del cerrojo M 98 Magnum a inicios del siglo XX. Fue diseñado para emplear los cartuchos de grueso calibre normalmente empleados para piezas de caza mayor y otras especies peligrosas. Para este tipo de cacería especializada, donde es muy importante la fiabilidad absoluta del fusil bajo condiciones adversas, el sistema de alimentación controlada del M 98 continúa siendo el estándar según el cual otros tipos de cerrojos son calificados. Esta misma empresa introdujo en 1911 el cartucho .416 Rigby, que debido a sus dimensiones solamente puede emplearse en fusiles con cerrojo M 98 magnum.
Zastava Arms acutualmente (2010) produce el fusil de cacería M48/63, que es una variante con cañón acortado del fusil militar Zastava M48 y el fusil de francotirador Zastava M07.
Desde 1999, la Mauser Jagdwaffen GmbH retomó la producción del Mauser M 98 y fusiles M 98 Magnum en Alemania, según los planos originales de 1936 y las respectivas patentes Mauser.

## Usuarios
- Alemania[33]
  - Alemania nazi:[34] Heer, Kriegsmarine, Luftwaffe
  - Alemania Oriental:[33] Empleado como armamento estándar por la Landstreitkräfte hasta la década de 1960, luego de esta fecha en forma ocasional.
- Brasil:7×57mm Modelo 1935
- Croacia: Empleado en grandes cantidades por la Milicia Ustacha y la Guardia Nacional Croata.[1]
- Checoslovaquia: Empleado después de 1945.[33]
- Costa Rica:[33]
- Chile:7×57mm Modelo 1935
- China[33]
- Dinamarca[33]
- Eslovaquia[35]
- España Franquista
- España Republicana
- Finlandia: encargó 600 fusiles con bocachas lanzagranadas durante la Segunda Guerra Mundial, ya que los finlandeses no tenían bocachas lanzagranadas para sus fusiles Mosin-Nagant. Solamente se emplearon 100 en combate.[36]
- Francia
  - Régimen de Vichy[33]
- Israel[33]
- Luxemburgo: La Guardia del Gran Ducado empleó fusiles Mauser Kar 98k capturados en 1945, reemplazándolos ese mismo año con fusiles Ross.[37]
- Noruega[38]
- Países Bajos: Lo empleó en la posguerra.[39]
- Portugal[40]
- República de China[41]
- Serbia[1]
- Suecia: Importó 5000 fusiles Kar 98k en 1939.[42]
- Turquía[39]
- Ucrania
- Vietnam del Norte[43]
- Yemen. Las Fuerzas Armadas de Yemen utilizan el fusil de cerrojo Mauser Karabiner 98.[44]
- Yugoslavia[33]

### Movimientos guerrilleros
- Los insurgentes etíopes emplearon fusiles Kar 98k capturados contra los italianos desde 1941 en adelante.[45]
- Haganah (en el Mandato Británico de Palestina)
- Durante la Revolución Nacional de Indonesia, los insurgentes emplearon fusiles Kar 98k capturados a los holandeses.[39]
- Ejército de Liberación Coreano[33]
- Nicaragua. El Frente Sur de Nicaragua, en la década de los 80. Grupos que lucharon contra el gobierno Sandinista.
- Viet Minh
- Frente Nacional de Liberación de Vietnam
- Viet Cong